# نمازخانه آنانیای حواری مقدس (ایروان)
نمازخانه آنانیای حواری مقدس (ایروان) (ارمنی: Սուրբ Անանիա առաքյալի մատուռ (Երևան)؛ انگلیسی: St. Anania) یک کلیسا متعلق به کلیسای حواری ارمنی واقع در ناحیه کنترون، شهر ایروان در کشور ارمنستان می‌باشد. ساخت و ساز این ساختمان در سده‌های ۹-۱۳ام میلادی؛ به پایان رسید. این بنا به سبک معماری ارمنی طراحی شده است.

## نگارخانه

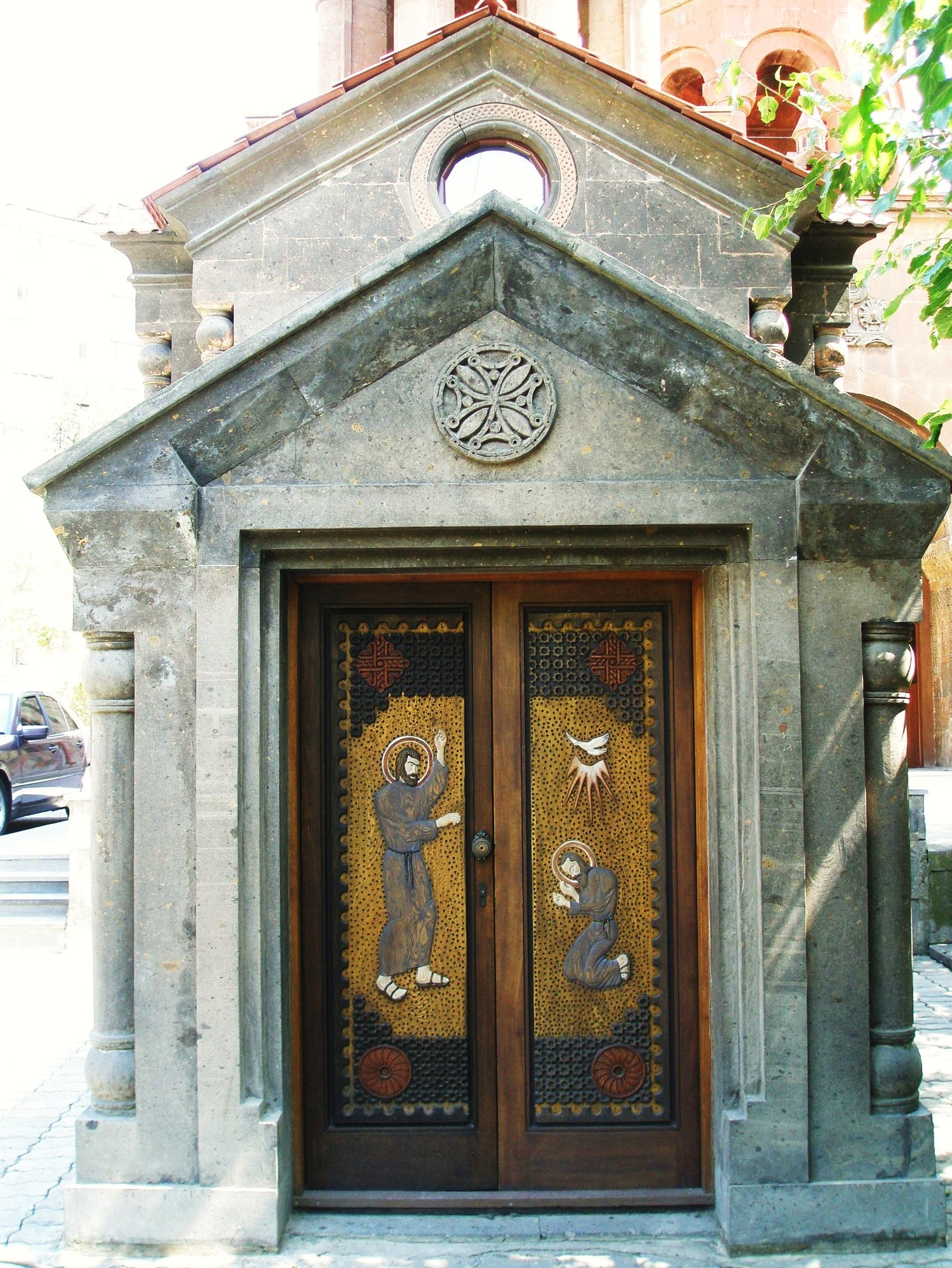
Սուրբ Անանիա մատուռի մուտքը
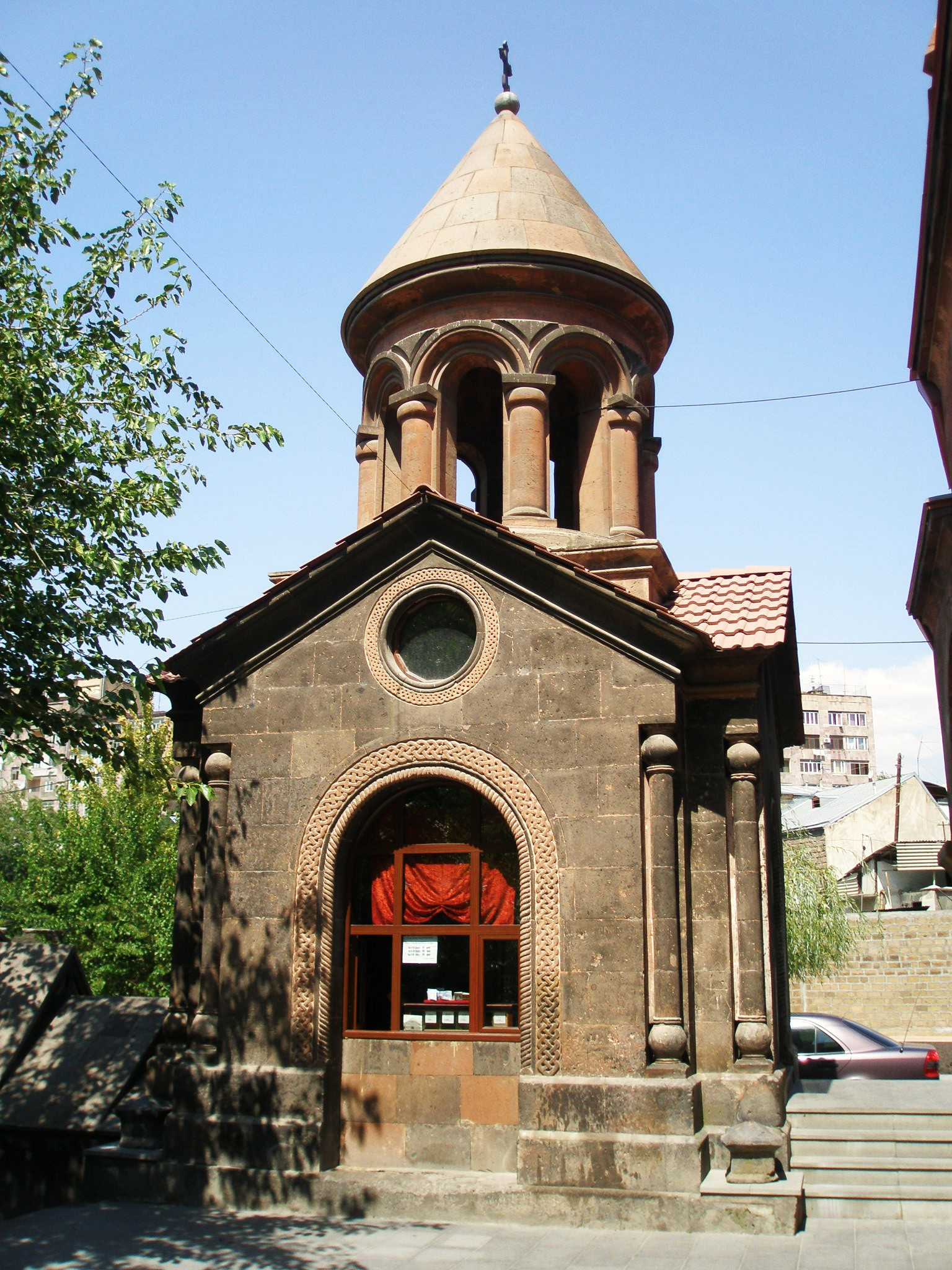
Սուրբ Անանիա առաքյալի մատուռը
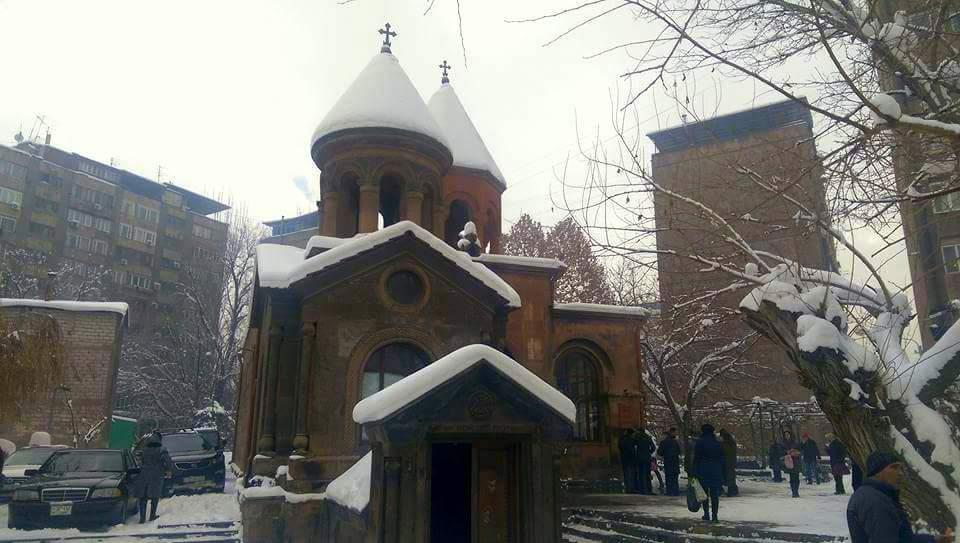
Սուրբ Անանիա առաքյալի մատուռը և Սուրբ Զորավոր Աստվածածին եկեղեցին